# Brownsches Lemma
Das Brownsche Lemma ist im mathematischen Teilgebiet der Höheren Kategorietheorie ein Lemma über die Erhaltung von schwachen Äquivalenzen durch Funktoren auf Modellkategorien. Es vereinfacht den Nachweis dieser Eigenschaft, welche notwendig dafür ist, dass ein Funktor auf den Homotopiekategorien induziert wird. Benannt ist das Lemma nach Kenneth Brown, der dieses im Jahr 1973 aufstellte.

## Aussage
Ein Funktor {\displaystyle F\colon {\mathcal {C}}\rightarrow {\mathcal {D}}} von einer Modellkategorie {\displaystyle {\mathcal {C}}} in eine Kategorie mit schwachen Äquivalenzen {\displaystyle {\mathcal {D}}}, welcher triviale Kofaserungen zwischen kofasernden Objekten auf schwache Äquivalenzen abbildet, bildet ebenfalls schwache Äquivalenzen zwischen kofasernden Objekten auf schwache Äquivalenzen ab.

## Beweis
Sei {\displaystyle f\colon X\rightarrow Y} eine schwache Äquivalenz zwischen kofasernden Objekten {\displaystyle X} und {\displaystyle Y}, also dass die eindeutigen initialen Morphismen {\displaystyle 0\xrightarrow {!} X,Y} jeweils Kofaserungen sind. Durch die Stabilität von Kofaserungen unter Kobasiswechsel sind {\displaystyle i_{X},i_{Y}\colon X,Y\rightarrow X+Y} ebenfalls Kofaserungen. Durch die Stabilität von Kofaserungen unter Komposition ist daher {\displaystyle X+Y} ebenfalls ein kofaserndes Objekt. Für {\displaystyle (f,\operatorname {id} _{Y})\colon X+Y\rightarrow Y} gibt es eine gemäß den Voraussetzungen einer Modellkategorie eine Faktorisierung {\displaystyle (f,\operatorname {id} _{Y})=h\circ g} in eine Kofaserung {\displaystyle g\colon X+Y\rightarrow Z} (womit {\displaystyle Z} kofasernd ist) und eine triviale Faserung {\displaystyle h\colon Z\rightarrow Y}. Nun gelten {\displaystyle f=h\circ g\circ i_{X}} und {\displaystyle \operatorname {id} _{Y}=h\circ g\circ i_{Y}} in {\displaystyle {\mathcal {C}}} sowie durch die Funktoreigenschaften entsprechend {\displaystyle Ff=Fh\circ F(g\circ i_{X})} und {\displaystyle \operatorname {id} _{FY}=Fh\circ F(g\circ i_{Y})} in {\displaystyle {\mathcal {D}}}. Nun wird die 2-aus-3-Eigenschaft von schwachen Äquivalenzen auf alle vier Gleichungen angewendet.
Aus der zweiten Gleichung folgt, dass {\displaystyle g\circ i_{Y}} eine schwache Äquivalenz und daher sogar eine triviale Kofaserung ist. Nach Voraussetzung ist also {\displaystyle F(g\circ i_{Y})} eine schwache Äquivalenz. Aus der vierten Gleichung folgt, dass {\displaystyle Fh} eine schwache Äquivalenz ist. Aus der ersten Gleichung folgt, dass {\displaystyle g\circ i_{X}} eine schwache Äquivalenz und daher sogar eine triviale Kofaserung ist. Nach Voraussetzung ist also {\displaystyle F(g\circ i_{X})} eine schwache Äquivalenz. Aus der dritten Gleichung folgt, dass {\displaystyle Ff} eine schwache Äquivalenz ist.

## Anwendung
Das Brownsche Lemma vereinfacht sich insbesondere für Modellstrukturen, in denen jedes Objekt kofasernd ist. (Dazu gehören insbesondere Cisinski-Modellstrukturen mit Monomorphismen als Kofaserungen wie die Joyal- oder Kan-Quillen-Modellstruktur.) In diesem Fall sagt es aus, dass alle schwachen Äquivalenzen erhalten werden, wenn bereits alle trivialen Kofaserungen auf schwache Äquivalenzen abgebildet werden. Nachweise dieser wichtigen Eigenschaft können also ohne Beschränkung der Allgemeinheit nur auf triviale Kofaserungen beschränkt werden, was oft eine starke Vereinfachung darstellt. Zu den Beispielen gehören unter anderem die geometrische Realisierung.